# 威廉·怀特洛
威廉·斯蒂芬·伊恩·怀特洛，第一代怀特洛子爵，KT，CH，MC，PC，DL，（1918年6月28日—1999年7月1日），英国保守党政治家、实业家。他曾担任过多个内阁职位，期间最知名的职位是从1979年至1988年担任事实上的副首相；他还是1975年至1991年的保守党副领袖。
保守党在1970年议会选举中意外获胜后，怀特洛即被首相爱德华·希思任命为下议院领袖，并于1972年担任希思内阁的北爱尔兰事务大臣。1973年至1974年改任就业国务大臣，其后他曾短暂担任保守党主席。
怀特洛在玛格丽特·撒切尔首相领导保守党期间任副党魁，作为撒切尔夫人最重要的副手，他成为了内阁事实上的副首相。他在1983年议会选举后卸任下议院议员，并被任命为上议院议员。他于1983年至1988年期间担任上议院领袖兼枢密院议长。他是一位高尔夫爱好者，同时也是皇家古老高尔夫俱乐部的会员。

## 文献来源
- Moore, Charles. Margaret Thatcher: From Grantham to the Falklands (2013)
- Whitelaw, William. The Whitelaw Memoirs (1989), a primary source.